# Gulliver Productions
Pour les articles homonymes, voir Gulliver.
 (juin 2014).
Si vous disposez d'ouvrages ou d'articles de référence ou si vous connaissez des sites web de qualité traitant du thème abordé ici, merci de compléter l'article en donnant les références utiles à sa vérifiabilité et en les liant à la section « Notes et références ».
Gulliver Productions est une société française de production de films de cinéma créée en 1989 par Yann Piquer ayant évolué dans différents registres. Cette politique diversifiée a donné naissance à plus de deux cent cinquante courts métrages et documentaires largement primés et diffusés dans le monde entier, à huit collections de programmes courts ainsi qu’à quatre longs métrages. 

## Collections de programmes courts
- 2012-2013 : Modern Love (7 x 10 min). Réalisation : Vincent Harter, Christelle Lamarre, Yann Piquer, Daniel Le Bras, Franck Guerin, Lise Bismuth-Vayssières, etc.
- 2009 : Histoires de Noël (5 x 10 min), avec : La Révolte des Sapins de Michel Leray, Adieu Créature de David Perrault, La Fille aux allumettes de Franck Guérin, SARL Noël d'Anita et John Hudson, Papi Noël de Francis Grosjean
- 2008 : Avoir 20 ans (9 x 7 min), avec : L’Eau Vive d’Arthur Joffe, Nuisibles de Franck Guérin, La Tache de Philippe Dorison, Naissance d"un Héros d'Emmanuel Bellegarde, Paranoland de Thierry Boscheron, Coloc-scopie de Sébastien Douaud, L'Espace d'un Cri de Fabien Gorgeart, No Life de Francis Grosjean, Soyez réalistes, demandez l'impossible de Frédéric Demont
- 2002 : Nuits Blanches (10 x 8 min), avec : Bloody Christmas de Michel Leray (Prix du court métrage Gérardmer 2003), Coup de lune de Yann Piquer (Grand prix Sitges 2000 - Prix de la meilleure image Metz 2001), Dégustation d'Eric Valette, Mauvais Rêve d'Alain Robak, Le Chant des Brumes d'Emmanuel Bellegarde, David et Goliath de Jean-Marie MAddenddu, Avis de tempête de Nicolas Alberny, L'Esprit du Jeu de Philippe Dorison, Tchao ! de Yann Piquer (Prix du public festival de Roannes 1999 et Alès 2000)
- 1998 :  Entr'Acte International (6 x 5 min), avec les films de Jean-Marie Maddenddu et Yann Piquer : Entr'acte, La Pause Japonaise, Le Break Russe, la Mi-temps Américaine, L'Intermaide Africain, Transit International.
- 1995 - 1998 : Plans Séquences (15 x 5 min), avec : Le Homard d'Artus de Penguern (Prix du public Meudon 1997 - Cinémalia d'Or 1996), Urgences d'Arthur Joffe, La Poupie de Sarah Lévy, Homo-automobilis de Vincent Mayrand (Prix du Jury Chamrousse 1997), Gratin de Yann Piquer, Famille Nombreuse de Jean-Marc Longval, Le Videur de Christophe Jacrot, L'Amour Déchiré de Yann Piquer, Forte Tête d'Olivier Megaton(Prix du court métrage Avignon 1996), Légitime Défense de Paul-Henry Korchia, La Pomme D'Isaac de Pierre-Henri Salfati, Panne de pointeuse de Philippe Dorison, Mosquito de Pascal Stervinu, Le match de ma vie de Paul-Henry Korchia, Adieu monde cruel de Didier le Pecheur.
- 1989 - 1990 : Adrénaline la série, série de 12 courts métrages fantastiques : Cyclope d'Anita Assal et John Hudson (Prix du festival de Vannes 1990), Revestriction de Barthélémy Bompard (Prix du court métrage à Cannes 1990 - Prix de la jeunesse à Clermont Ferrand 1990 - Nougatine d'Or Nevers 1990, Prix du festival de Prades 1990), Le cimetière des éléphants de Philippe Dorison, Corridor d'Alain Robak, Lifting de Christophe Jarcot (Prix spécial du jury Avoriaz 1989), Train Fantôme de Pascal Dancie, L'Œuf Story de Pierre-Henry Salfati, Interrogatoire de Yann Piquer et Jean-Marie Maddenddu, Cimetière en folie de Pierre-Louis Levacher et Jean-Pascal Quoniam.
- 1987 - 1988 : Sept à voir !, série de 7 films en 35mm réalisés par Yann Piquer et Jean Marie Maddenddu : Sculpture Physique (Prix du court métrage Cannes 1988 - Prix du court métrage Grand Rex 1988 - Prix Assicable Villeurbanne 1988) La dernière mouche (Prix spécial du jury Avoriaz 1988 - Prix spécial du jury Alès 1988), Photo de Famille, Urgence, Projection privée, Japanam, Mais que fait donc la police ?
- 1984 - 1986 : Plus court que moi, tu meurs ! (20 x 5 min), avec : Métrovision de Yann Piquer, La sieste de Yann Piquer, Ratatouille de Yann Piquer et Jean-Marie Maddenddu, Le Doigt de Yann Piquer, L'Audition de Yann Piquer et Jean-Marie Maddendu, Odorama d'Anita Assal et John Hudson, etc.

## Longs métrages
- 2014 : Ça sent le sapin ! de Yann Piquer
- 2005 : Le Voyage en Inde de Yann Piquer, avec Mikaël Chirinian, Sabine Bail, Fred Gelard, Coralie Revel, Grand Prix du long métrage européen aux Rencontres franco-américaines d'Avignon 2005.
- 1994 : Parano de Yann Piquer, Manuel Flèche, Alain Robak, Anita Assal, John Hudson, avec Jean-François Stevenin, Jacques Villeret, Smaïn, Patrick Bouchitey, Alain Chabat.
- 1990 : Adrénaline de Yann Piquer, Jean-Marie MAddenddu, Anita Assal, John Hudson, Barthélémy Bompard, Alain Robak, Philippe Dorison, avec Jean-Marie Maddeddu, Clémentine Célarié, Ged Marlon, Jean-François Galotte.

## Courts métrages et documentaires
Production de plus de 250 courts métrages parmi lesquels les œuvres de : 
- Sarah Lévy, Fausses Alertes, La Poupie ;
- Jan Kounen, Captain X ;
- Didier Le Pêcheur, Adieu monde cruel ;
- Arthur Joffé, Urgences, L’Eau Vive ;
- Artus de Penguern, Le Homard ;
- Alain Robak, Corridor, Mauvais rêve ;
- Adrien Ricciardelli, Au diapason ;
- Yacine Sersar, La queue ;
- Gilles Pujol, Deux cafés et l’addition, Deux verveines et l'addition ;
- Dodine Herry Grimaldi, La patience d’une mère, grand prix du court-métrage à Clermont-Ferrand en 2003) ;
- Jean-Marie Maddeddu, Entracte, Sculpture Physique, Canadair ;
- Éric Valette, Dégustation ;
- Emmanuel Bellegarde, Le Chant des Brumes, L’Ondine, Naissance d’un Héros ;
- Jean-Jacques Vanier, Mission Lapin ;
- Thierry Boscheron, Paranoland ;
- Franck Guérin, Nuisibles, La Fille aux Allumettes ;
- Fabien Gorgeart, L’Espace d’un Cri ;
- Manu Noyon, Schizo Show, Bonjour ;
- Smaïn, À quoi çà rime ? ;
- Jean-Marc Longval, Famille Nombreuse ;
- Michel Leray, Bloody Christmas, Bloody Christmas 2 ;
- Grégory Morin, Belle Ordure ;
- Olivier Megaton, Forte Tête ;
- Yann Piquer, La Sieste, Sculpture Physique, Coup de Lune, Grand prix du court métrage Sitges 2000), etc.
- Pascal Dancie, Chromos Homme, Train Fantôme,

## Distinctions et récompenses
- 2014 : Prix du jury et prix du meilleur acteur au festival du court-métrage de Valloire pour Sex Tape de Vincent Harter
- 2013 : Prix du public au festival du court-métrage de Valloire pour Expresso de Vincent Harter
- 2011 : Prix du jury jeunes au festival du court-métrage de Valloire pour Bloody Christmas 2 de Michel Leray
- 2005 : Prix du long métrage européen aux rencontres franco-américaines d'Avignon pour Le Voyage en Inde de Yann Piquer
- 2003 : Grand Prix du court métrage - Gérardmer pour Bloody Christmas de Michel Leray ; Grand Prix - Clermont Ferrand pour La patience d'une mère de Dodine Herry Grimaldi
- 2001 : Prix de la meilleure image - Metz pour Coup de Lune de Yann Piquer ; Mention spéciale du jury - Festival du Film court de Paris pour Dans les yeux du chien mort d'Emmanuel Bellegarde
- 2000 : Grand prix du court métrage - Sitges pour Coup de Lune de Yann Piquer
- 1999 : Prix du public - Roannes ; Prix du Jury - Alès pour Tchao ! de Yann Piquer
- 1997 : Prix du public - Meudon pour Le Homard d'Artus de Penguern ; Prix du Jury - Chamrousse pour Homo Automobilis de Vincent Meyrand
- 1996 : Prix de la jeunesse - Alès pour Deux verveines et l'addition de Gilles Pujol ; Prix du court métrage - Avignon pour Forte Tête d'Olivier Megaton
- 1994 : Nougatine d'Or - Nevers pour Deux cafés l'addition de Gilles Pujol
- 1992 : Prix du public - Nancy pour Canadair de Jean-Marie Maddeddu
- 1990 : Prix du court métrage - Cannes & Prix de la jeunesse - Clermont Ferrand pour Revestriction de Barthélémy Bompard
- 1989 : Prix spécial du Jury - Avoriaz & Prix de la presse Chamrousse pour Lifting de Christophe Jacrot
- 1988 : Prix du court métrage - Cannes & Prix du court métrage - Grand Rex pour Sculpture Physique de Yann Piquer et Jean-Marie Maddeddu ; Prix spécial du jury - Avoriaz & Prix spécial du jury - Alès pour La Dernière Mouche de Yann Piquer et Jean-Marie Maddeddu ; Prix spécial du jury - Festival des jeunes réalisateurs de Paris pour Projection Privée de Yann Piquer et Jean-Marie Maddeddu
- 1987 : Prix S2PA - Villeurbanne pour La Sieste de Yann Piquer
- 1986 : Prix du Jury - Epinay pour Entr'Acte de Jean-Marie Maddeddu et Yann Piquer
- 1983 : Palme d'or - Cannes pour Je sais que j'ai tort mais demandez à mes copains, ils disent tous la même chose de Pierre Oscar Levy